# H-IIB

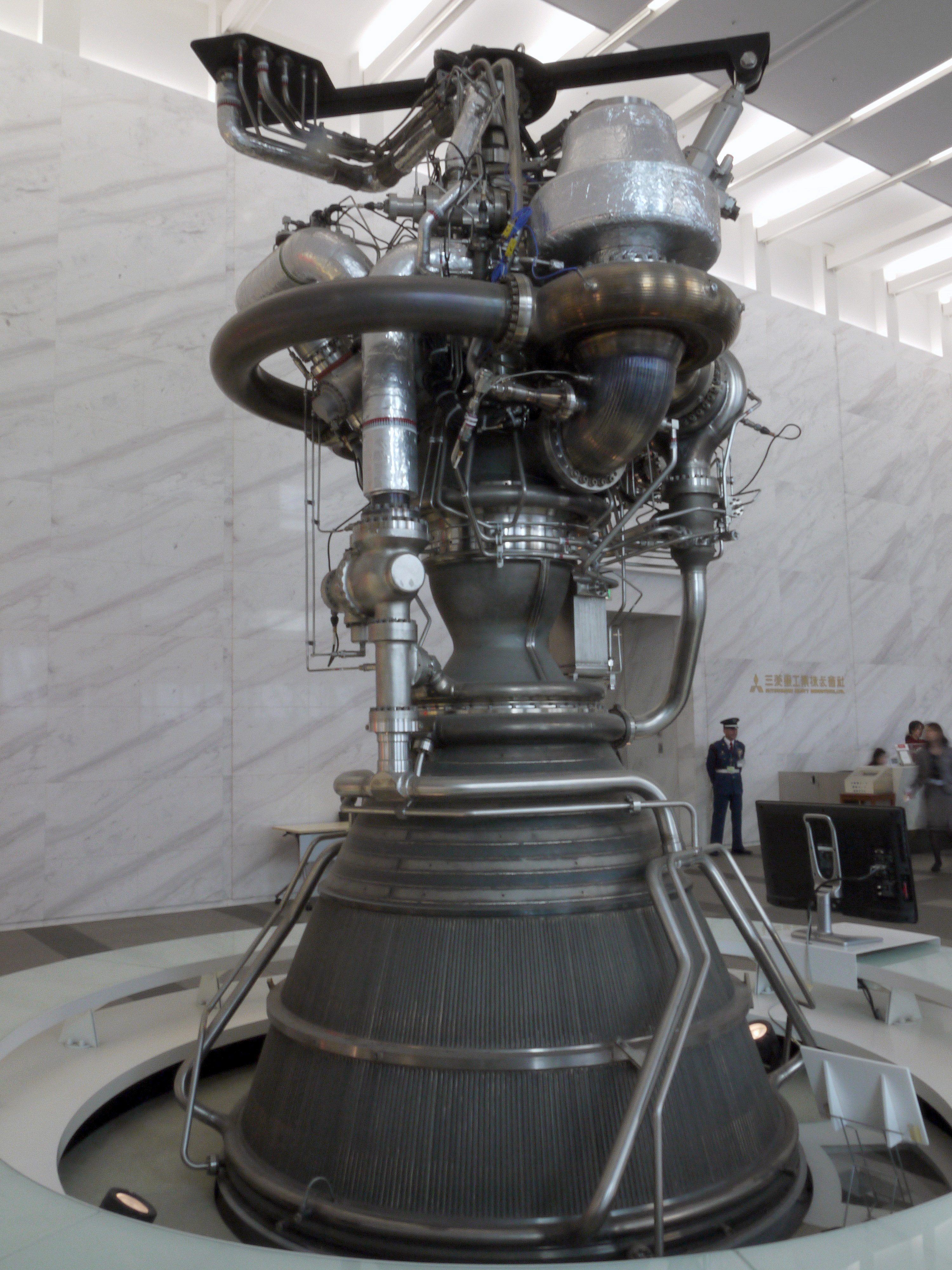
LE-7A

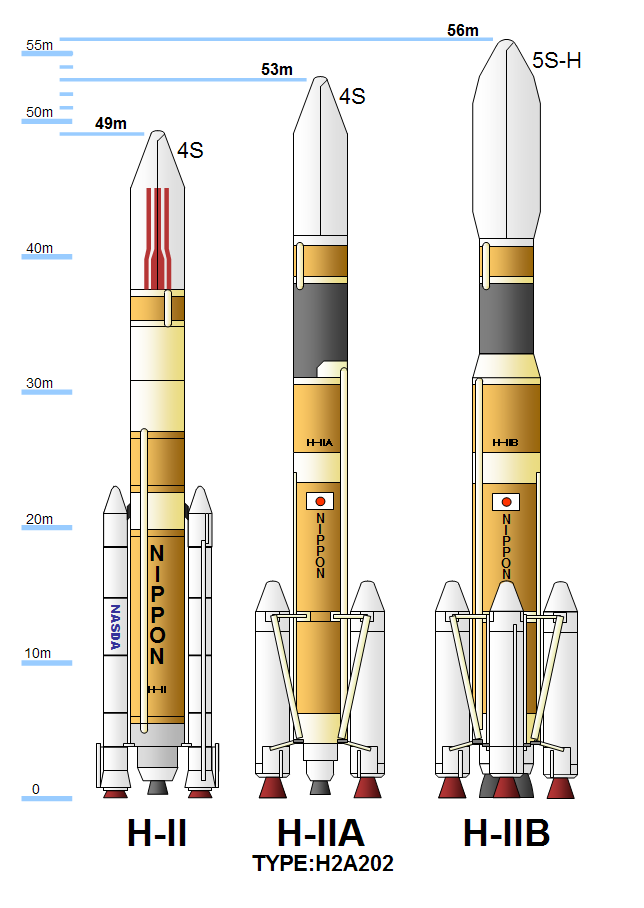
H-II series

H-IIB (hay H2B) là một tên lửa đẩy thuộc họ tên lửa H-II của Nhật Bản. Nhiệm vụ của tên lửa đẩy H-IIB là đưa các tàu vận tải (HTV) của Nhật lên quỹ đạo để kết nối với Trạm vũ trụ quốc tế (ISS).
H-IIB là tên lửa đẩy với 2 tầng chính sử dụng nhiên liệu lỏng và 4 động cơ phóng (có thể tính là tầng 0) sử dụng động cơ nhiên liệu rắn. H-IIB được phóng đi từ Trung tâm Vũ trụ Tanegashima ở Nhật Bản. Công ty Mitsubishi và Cơ quan hàng không vũ trụ Nhật (JAXA) chịu trách chính nhiệm về sản xuất, thiết kế, và hoạt động của H-IIB.
H-IIB có thể mang theo một tải trọng hữu ích đến 8 tấn lên quỹ đạo địa tĩnh (GTO) - tức quỹ đạo có độ cao 35,786 km (22,000 mi) so với mực nước biển, hoặc mang theo 16.500 kg lên quỹ đạo thấp (LEO) - tức quỹ đạo có độ cao 2,000 kilometers (1,200 mi) trở xuống so với mực nước biển.
H-IIB được xem như là một phiên bản phát triển của tên lửa đẩy H-IIA khi H-IIA chỉ có thể mang tải trọng hữu ích từ 4-6 tấn lên quỹ đạo địa tĩnh (GTO) và không thể đưa được tàu vận tải HTV lên quỹ đạo.
Ngày 10 tháng 9 năm 2009, tên lửa đẩy H-IIB đã thực hiện việc phóng lần đầu tiên thành công.
Vệ tinh nhỏ F-1 của nhóm nghiên cứu FSpace trường đại học FPT, Việt Nam cũng được tên lửa đẩy H-IIB đưa lên trạm ISS trên tàu vận tải HTV-3. Sau khi HTV-3 kết nối thành công với ISS, đến khoảng tháng 9 năm 2012 thì các vệ tinh nhỏ sẽ được cánh tay rô-bốt đẩy ra ngoài không gian. Lúc nãy nếu vệ tinh nhỏ F-1 có thể thu phát tín hiệu và bay trên quỹ đạo của mình có thể xem như là thành công bước đầu của FSpace nói riêng và nền khoa học về Hàng không vũ trụ của Việt Nam nói chung.

## Lịch sử phóng
| Chuyến bay # | Phiên bản | Ngày phóng                           | Địa điểm phóng    | Tàu vận tải và tải trọng mang khác                 | Kết quả    | Ghi chú                                                                                         |
| ------------ | --------- | ------------------------------------ | ----------------- | -------------------------------------------------- | ---------- | ----------------------------------------------------------------------------------------------- |
| 1            | H-IIB     | ngày 10 tháng 9 năm 2009 (17:01 UTC) | LA-Y, Tanegashima | HTV-1                                              | Thành công | Lần phóng đầu tiên của H-IIB                                                                    |
| 2            | H-IIB     | ngày 22 tháng 1 năm 2011 (05:38 UTC) | LA-Y, Tanegashima | HTV-2                                              | Thành công |                                                                                                 |
| 3            | H-IIB     | ngày 21 tháng 7 năm 2012 (02:06 UTC) | LA-Y, Tanegashima | HTV-3 Raiko*1 We Wish*1 Niwaka*1 TechEdSat*1 F-1*1 | Thành công | *1Các vệ tinh nhỏ được trở lên quỹ đạo trên tàu vận tải HTV-3 và sau đó kết nối với trạm vụ ISS |